# 大法師3
《大法師3》（英語：The Exorcist III）是一部1990年的美國心理恐怖片，由威廉·彼得·布拉蒂編劇和導演。本片是《大法師》系列的第三部，改編自布拉蒂1983年的大法師小說《群魔》，也是布拉蒂“信仰三部曲”的最後一部，由喬治·坎貝爾·斯科特、布拉德·道里夫、艾德·夫蘭達斯、傑森·米勒、史考特·威爾森和尼科爾·威廉森主演。
《大法師3》的設定是在原版電影十五年後，拋棄了《大法師2》中發生的故事。雖然原版電影發生在1973年，也就是上映的那一年，但卡拉斯在這部電影中去世的年份在他的墓碑上被改为1975年，也就是將原版電影的事件放在了1975年。本片围绕第一部電影中的威廉·F·金德曼中尉一角展开，他負責調查喬治城發生的一系列惡魔般的謀殺案，這些謀殺案的作案手法与已故連環殺手“双子杀手”的特徵相同。双子杀手的各個方面是布拉蒂基於現實生活中的黃道十二宮殺手创造的，他是喜欢看原版《大法師》的幾個連環殺手之一。
布拉蒂曾撰寫原版《大法師》小說（1971）和1973年改編電影的劇本，这次構思的《大法師3》劇本准备由《大法師》導演威廉·弗莱德金擔任，但弗里德金離開項目後，布拉蒂便將劇本改編成暢銷小說《群魔》（1983），摩根·克里克電影製作公司買下了電影版權，布拉蒂擔任導演。令布拉蒂失望的是，摩根·克里克在最後一刻要求進行大量修改，包括為影片高潮添加驅魔场景。雖然一些原始鏡頭似乎永久丟失了，但尖叫工廠在2016年發布了更接近布拉蒂願景的“導演剪輯版”，其中的鏡頭來自多个來源。
在《大法師2》遭遇重大商業失敗後，《大法師3》獲得了褒貶不一的評價，並在票房上獲得了较好的回報。

## 剧情
1990年，在丽甘·麦克尼尔於1975年被驅魔十五年後，戴爾神父和威廉·F·金德曼中尉回憶起了达明·卡拉斯神父。第二天晚上，教堂發生了一起事件，表明存在邪惡的超自然實體，让十字架上的耶稣睜開了眼睛。接下來的場景是一個走在街上的男人的視角，他說自己做了一個“從長長的台階上摔下來”的夢，暗示有人正在犯下與卡拉斯之死有關的謀殺案。
第二天早上，金德曼被叫去黑人青年托馬斯·金特里的死亡现场。犯罪現場的指紋不一致，表明有不同的人犯下了謀殺案。金德曼向醫院工作人員透露，這些謀殺案符合人称“雙子殺手”的詹姆斯·韦納门的犯罪手法，他是十五年前被處決的連環殺手。
金德曼拜訪了精神病病房的負責人坦普爾醫生，坦普爾醫生講述了他的一位病人的病史。十五年前病人被發現时在漫無目的地遊蕩，患有失憶症。他被關起來，精神緊張，近来他變得暴力，聲稱自己是雙子殺手。金德曼看出病人就是他的老朋友达明·卡拉斯。卡拉斯的形態似乎短暫地變成了雙子殺手的形態。他表示對卡拉斯一無所知，但吹噓自己殺死了戴爾神父。
那天晚上，一名護士被謀殺，坦普爾醫生自殺。金德曼回來見卡拉斯，卡拉斯再次變身為雙子殺手。雙子殺手解釋說，他得到了一位“大師”的幫助——這位大師曾附身過丽甘·麦克尼尔。“大師”對卡拉斯的驅魔感到憤怒，並利用卡拉斯的身體作為管道讓雙子殺手繼續他的殺戮狂潮來報復。每天晚上，雙子殺手的靈魂都會離開卡拉斯的身體，附在醫院其他地方的其他病人身上，利用他們實施謀殺。雙子殺手還透露，他曾強迫坦普爾博士將金德曼帶到他这里来。
雙子殺手附身於一位老婦人，並企圖在金德曼的家中謀殺和他和他的家人，但保羅·莫寧神父赶到醫院並開始對卡拉斯進行驅魔，謀殺行为这才突然結束。此时“大師”介入，接管了卡拉斯的身體，莫寧被残酷肢解。金德曼衝回醫院准备對卡拉斯實施安乐死。被附身的卡拉斯試圖虐杀金德曼，好在莫寧恢復意識，告訴卡拉斯要对抗下去。卡拉斯短暫地恢復了自由意志，讓金德曼開槍打死他，將他從雙子杀手和“大師”手中解救出來。後來，金德曼参加了卡拉斯的葬禮。卡拉斯去世的年份在他的墓碑上写的是1975年。

## 演员
- 喬治·坎貝爾·斯科特 饰演 威廉·F·金德曼中尉
- 艾德·夫蘭達斯（英语：Ed Flanders） 饰演 约瑟夫·戴尔神父
- 傑森·米勒（英语：Jason Miller (playwright)） 饰演 病人X / 达明·卡拉斯（英语：Damien Karras）
- 史考特·威爾森（英语：Scott Wilson (actor)） 饰演 坦普爾醫生
- 布拉德·道里夫 饰演 詹姆斯·韦納门 / “雙子殺手”
- 格蘭德·L·布希（英语：Grand L. Bush） 饰演 梅爾·阿特金斯中士
- 尼科爾·威廉森（英语：Nicol Williamson） 饰演 莫寧神父
- 南希·菲什 饰演 埃米莉·阿勒顿护士
- 特蕾西·索恩 饰演 埃米·基廷护士
- 芭芭拉·巴斯里（英语：Barbara Baxley） 饰演 雪莉
- 小哈里·凱里（英语：Harry Carey Jr.） 饰演 汤姆·卡纳万神父
- 喬治·迪森羅（英语：George DiCenzo） 饰演 艾伦·斯特德曼医生
- 泰拉·費瑞爾（英语：Tyra Ferrell） 饰演 布莱恩护士
- 洛伊絲·弗拉克（英语：Lois Foraker） 饰演 梅林护士
- 唐·戈登（英语：Don Gordon (actor)） 饰演 瑞安
- 瑪麗·傑克遜（英语：Mary Jackson (actress)） 饰演 克莱利亚夫人
- 佐拉·兰珀特 饰演 玛丽·金德曼
- 肯·勒納（英语：Ken Lerner） 饰演 弗里德曼医生
- 维韦卡·林德福什 饰演 护士X
- 李·理查德森（英语：Lee Richardson (actor)） 饰演 赖利神父
- 凱文·考利甘 饰演 祭壇男孩
- 季米特里奥斯·帕帕乔治 饰演 卡斯佩雷利
- 祖蒂·龍 饰演 夢中女人
- 森姆·積遜 饰演 梦中盲人
- 阿梅利亞·坎貝爾（英语：Amelia Campbell） 饰演 梦中女孩
- C·埃弗裏特·庫珀（英语：C. Everett Koop） 饰演 自己
- 拉里·金 饰演 自己
- 帕特里克·尤因 饰演 死亡天使
- 特雷莎·赖特 饰演 懺悔者
- 法比奧·蘭佐尼 饰演 天使
- 科琳·杜赫斯特 声演 帕祖祖
- 伦农姐妹（英语：The Lennon Sisters） 饰演 天使